# Formosa da Serra Negra
Formosa da Serra Negra este un oraș în unitatea federativă Maranhão (MA), Brazilia.